# George Mourad
George Mourad (Beirut, 18 settembre 1982) è un ex calciatore svedese naturalizzato siriano, di ruolo attaccante.

## Carriera

### Club
Dopo aver giocato a livello giovanile nel Västra Frölunda, ha firmato nel 2004 per il Göteborg, segnando sette reti nella stagione d'esordio nella Allsvenskan. Il 31 gennaio, ha firmato un contratto di prestito semestrale col Brescia, in Serie B. Nel Brescia di Rolando Maran, impegnato nella lotta play-off, ha trovato poco spazio, pur mettendo a segno due gol nei pochi minuti a disposizione. Dopo l'esonero di Maran e con l'arrivo di Zdeněk Zeman, lo spazio gli si è ridotto ulteriormente. Successivamente a questa esperienza, ho sostenuto un provino con il Willem II, riuscendo ad ottenere un contratto. Il 1º febbraio 2010, ha risolto il contratto con il Willem II.
L'11 marzo 2010, Mourad ha firmato un contratto annuale con il Tromsø, in Norvegia. A fine stagione, così, è rimasto svincolato. Il 1º febbraio 2011 è stato reso noto il suo accordo con il Portimonense.
Nel gennaio 2011 si è accasato in Iran, presso il Mes Kerman. Successivamente ha avuto una nuova parentesi nel massimo campionato svedese con i colori del Syrianska, quindi è approdato in Cina per un breve periodo, infine è tornato a giocare nella città di Göteborg per l'Örgryte, squadra militante in seconda serie prima e in terza serie poi.
Il 12 gennaio 2017 si è trasferito all'Utsikten in Division 1.

### Nazionale
Mourad ha esordito nel 2005 con la Svezia, in occasione di un'amichevole contro la Nazionale messicana. Sebbene la scelta iniziale fosse di giocare con la Svezia, nel 2011 è stato convocato dalla Nazionale siriana, con la quale ha disputato 5 partite, tra cui il preliminare di qualificazione ai Mondiali 2014 contro il Tajikistan; a causa di tale irregolarità, il 19 agosto 2011 la FIFA ha deciso di squalificare la Siria dalle qualificazioni per i Mondiali del 2014 in Brasile.

## Palmarès

### Club

#### Competizioni nazionali
- Campionato svedese: 1

IFK Göteborg: 2007